# Rhapis multifida
Rhapis multifida es una especie de palmera originaria de Asia que se cultiva como planta ornamental. 

## Descripción
Tiene los tallos agrupados, formando grandes colonias, alcanzando un tamaño de 2,5 m de altura, y 2,5 cm de diámetro. Está cubierta con vainas persistentes, de hojas fibrosas. Las vainas de las hojas con fibras gruesas, de color negro o marrón que producen una malla diagonal; lígulas persistente; las hojas no divididas en la base. Las inflorescencias aparecen entre las hojas, brácteas tubulares, el raquis de 56 cm; con raquilas de 3.5-10 cm, peludas, las flores masculinas no se ven, las flores femeninas de 4.5 mm. Los frutos de color amarillo, globosos, de 0,8 cm de diámetro.

## Distribución y hábitat
Se encuentra en las tierras bajas y bosques montanos en las laderas rocosas, por debajo de 1500 m de altura, en Guangxi, Yunnan y Vietnam.

## Taxonomía
Rhapis multifida fue descrita por Max Burret y publicado en  Notizblatt des Botanischen Gartens und Museums zu Berlin-Dahlem 13(120): 588–589, en el año 1937.
Etimología
Rhapis: nombre genérico que deriva de la palabra griega: rhapis = "varilla", probablemente en alusión a las barras semejantes a tallos delgados.
multifida: epíteto latino que significa "con múltiples divisiones".